# 春風亭柳橋 (8代目)
八代目 春風亭 柳橋（しゅんぷうてい りゅうきょう、1956年5月30日 - ）は、茨城県古河市出身・在住の落語家。落語芸術協会副会長。本名は、竹内 秀男。

## 経歴
古河市立古河第三小学校、古河市立古河第二中学校、栃木県立栃木高等学校、東京経済大学経営学部を卒業した。大学時代は落語研究会に所属し落語家の道を志し、七代目春風亭柳橋の門を叩くが断られ、東証一部上場企業で2年間サラリーマンを経験する。1982年5月、七代目春風亭柳橋に入門を許され、春風亭べん橋で初高座を迎えた。
1986年9月に二ツ目に昇進し、柏枝に改名した。
1994年5月、三遊亭右左喜、三遊亭遊吉、三遊亭とん馬と共に真打に昇進した。
2008年9月21日、八代目春風亭柳橋を襲名した。口上披露はNHK「お好み寄席～花の落語家六人衆～」2008年9月2日放送分（柏枝はこの番組のレギュラー出演者）で行われた。2008年11月16日放送の日本テレビ系「笑点」の演芸コーナーで、「桃太郎」を披露した。2009年、NHKドラマ白洲次郎で大師匠六代目春風亭柳橋の役を演じた。2011年4月より東京経済大学コミュニケーション学部客員教授として「日本語ワークショップ」などの授業を担当する（2015年3月をもって任期満了にともない退任）。
2014年より、落語芸術協会会員によって構成された落語家デキシーバンド「にゅうおいらんず」に加入した。
2019年6月より、落語芸術協会副会長に就任した。同時に会長となった春風亭昇太はほぼ同期にあたる。

## 芸歴
- 1982年5月 - 七代目春風亭柳橋に入門、「べん橋」を名乗る。
- 1986年9月 - 二ツ目昇進、「柏枝」に改名。
- 1994年5月 - 真打昇進。
- 2008年9月 - 「八代目春風亭柳橋」を襲名。

## 人物
- 2012年、桂文治（11代目）が襲名記念で新宿でお練りをした際に文治と同じ人力車に乗り、パレードで祝福を受けている[4]。
- 同じ落語芸術協会に所属する九代目三笑亭可楽門下の三笑亭可風は、柳橋の姪と結婚した[5]ため、柳橋の姻戚にあたる。

## 受賞・栄典
- 2023年12月 - 令和5年度文化庁長官表彰[6][7]

## 出演

### ラジオ
- 寄席あぷり〜笑いすぎなみ寄席から - ラジオNIKKEI（2017年10月22日 - 2023年3月26日） - ナビゲーター

### テレビ
- 平成名物TV ヨタロー（1989年、TBSテレビ） - 「芸協ルネッサンス」として

## 弟子

### 真打
- 八代目春風亭柏枝 - 七代目柳橋死去にともない移籍

### 二ツ目
- 春風亭橋蔵
- 春風亭弁橋
- 春風亭かけ橋 - 柳家三三門下から移籍[8]

### 色物
- びり&ブッチィー（クラウンショー）